# Portage (Washington)
Portage es un área no incorporada ubicada en el condado de King en el estado estadounidense de Washington.

## Geografía
Portage se encuentra ubicado en las coordenadas 47°24′3″N 122°26′4″O / 47.40083, -122.43444.